# KV61
KV61 és una tomba de la vall dels Reis d'Egipte. Està situada a la necròpolis tebana de la riba oest del Nil, enfront de Luxor. Va ser descoberta per Ernest Harold Jones el gener de 1910 (en nom de Theodore Monroe Davis), que immediatament va iniciar-ne les primeres excavacions. Es va buidar la cambra a fons amb l'objectiu de trobar-hi alguna estructura més, però no s'hi va trobar res, ni tan sols cap objecte, "ni tan sols un tros de ceràmica".
Aquesta tomba data de finals de la XVIII Dinastia. Se'n desconeix el propietari, probablement no es va fer servir mai. La tomba, que està inacabada, està formada per un pou que condueix cap a una sola cambra. No presenta cap decoració i té una longitud total de poc més de 6,30 m.
El 2013 s'hi van realitzar prospeccions fotogràfiques de la zona que hi ha davant de la tomba i un primer alçat cartogràfica i mapeig. En aquella ocasió es va trobar la presència de considerables munts de runa probablement derivats de les excavacions de Howard Carter i Theodore Davis. Les anàlisis del sòl han permès constatar que en aquesta zona s'hi van instal·lar les barraques dels treballadors que van treballar en la construcció d'alguns sepulcres del període Ramessida (dinasties XIX i XX); a la zona es van trobar petits fragments de fusta amb jeroglífics relatius al faraó Amenofis III. No es coneixen altres descobriments (2015).